# Донченко, Олесь
Олесь Донченко (настоящее имя и фамилия Александр Васильевич Донченко; укр. Олесь Донченко; 6 (19) августа 1902, с. Большие Сорочинцы Миргородского уезда Полтавской губернии — 12 апреля 1954, Лубны Полтавской области) — украинский советский детский писатель, поэт и сценарист.

## Биография
Родился 6 (19) августа 1902 года в селе Большие Сорочинцы в семье сельского учителя. Окончил мужскую гимназию в Лубнах (1919). Работал внешкольным учителем, районным инспектором политпросвещения. В 1924 году добровольцем вступил в пограничные войска, служил в кавалерийском полку, расквартированном в городе Гнивань, затем переведён с западной границы в Проскуров. Служил в должности старшего полкового учителя. Одновременно со службой продолжал писать стихи и поэмы. После выхода в свет его первого поэтического сборника, осенью 1926 года Донченко был отозван из РККА для занятий литературной работой.

## Творчество
Рано начал писать. Первые стихи О. Донченко напечатал в 1918 году. Литературную деятельность как поэт начал, издав в 1926 году несколько поэм и сборник стихов «Красная писанка». В 1928 году вышел второй его поэтический сборник «Окраины».
Молодой О. Донченко был членом комсомольской писательской организации «Маладняк», литературных организаций Пролитфронт, ВУСПП.
Автор пьес «Комсомольская глушь» (1927), «Маскарад» (1929). С 1927-го по 1931-й год О. Донченко издал более тридцати книг своих стихов и сказок для маленьких читателей, впоследствии перешёл к прозе — рассказам и повестям, в основном, для детей и юношества.
В начале 1930-х годов опубликовал повести и романы об индустриализации в СССР: «Две весны» (1931), «Звёздная крепость» (1933), «Море отступает», «Разведчики недр» (обе — 1934).
О. Донченко внёс значительный вклад в развитие украинской прозы для детей и юношества. В творческом наследии писателя около ста книг для детей и юношества.
В повестях «Школа над морем» (1937), «Карафуто» (1940), «Сердце беркута» (1945), «Лесничиха» (1947), «Заветное слово» (1949), «Юрко Васюта» (1950) и рассказах создал яркие образы учеников и учителей, показал процесс воспитания молодёжи в духе коллективизма и патриотизма. Важные проблемы коммунистического воспитания поставлены в романе Донченко «Карборундовый камень» (1946) и «Золотая медаль» (1954).
Автор сценариев мультфильмов «Тук-тук и его приятель Жук» (1935), «Жук в зоопарке» (1936).
Многие произведения Донченко переведены на языки народов СССР. Рассказ «Телёнок» представлял СССР (наряду с рассказами В. Железникова, Р. Погодина, М. Мревлишвили, Я. Раннапа, Х. Назира) в сборнике рассказов писателей разных стран «Дети мира» (1962), подготовленном международной редакционной коллегией (издан в СССР в 1965 году).

## Память
- Имя Олеся Донченко присвоено Лубенскому детскому парку культуры и отдыха.